# Луганьяно-Валь-д'Арда
Луганьяно-Валь-д'Арда, Луґаньяно-Валь-д'Арда (італ. Lugagnano Val d'Arda) — муніципалітет в Італії, у регіоні Емілія-Романья,  провінція П'яченца.
Луганьяно-Валь-д'Арда розташоване на відстані близько 390 км на північний захід від Рима, 130 км на захід від Болоньї, 28 км на південь від П'яченци.
Населення — 4178 осіб (2014).
Щорічний фестиваль відбувається 9 грудня. Покровитель — святий Зенон.

## Демографія
Населення за роками:

Станом на 1 січня 2023 року в муніципалітеті офіційно проживало 370 іноземців з 38 країн, серед них 74 громадяни країн Євросоюзу та 19 громадян України.

## Сусідні муніципалітети
- Карпането-П'ячентіно
- Кастелл'Аркуато
- Гроппарелло
- Морфассо
- Вернаска